# Lars A. Fredriksen
Lars Andernach Fredriksen (Skien, 8 de febrero de 1971) es un cantante y músico noruego, conocido por su participación en el Festival de la Canción de Eurovisión 1998 celebrado en Birmingham con la canción Alltid sommer (Siempre verano) que alcanzó la 8ª posición.
Lars nació en el pueblo noruego de Skien, al sur de Noruega. Desde joven ha sido miembro del coro Oslo Gospel Choir que le posibilitó viajar por diferentes países europeos.
En 1999, publicó su álbum de debut titulado "Pleased to meet you".